# NGC 2647
NGC 2647 est une vaste et lointaine galaxie lenticulaire compacte située dans la constellation du Cancer. NGC 2647 a été découverte par l'astronome allemand Albert Marth en 1864.

## Caractéristiques
Sa vitesse par rapport au fond diffus cosmologique est de 16 820 ± 18 km/s, ce qui correspond à une distance de Hubble de 248 ± 17 Mpc (∼809 millions d'al).